# Кологривов, Алексей Семёнович
Алексей Семёнович Кологривов (1776 — 8 (20) августа 1818) — генерал-майор, российский командир эпохи наполеоновских войн.

## Биография
Из дворян Орловской губернии. Брат Андрея Семеновича Кологривова.
31 декабря 1791 вступил в службу рентпажем ко Двору Его Императорского Высочества, а 31 декабря 1796 зачислен пажом ко Двору Императора Павла I. В поручики произведён 14 ноября 1802 г. из камер-пажей в л.-гв. Егерский батальон.
Участник кампаний против французов 1805—1807 гг. В полковники произведён 31 марта 1810. Командиром 49-го егерского полка назначен 29 октября 1810. Шефом 49-го егерского полка назначен 27 апреля 1812.
В начале 1812 г. 49-й егерский полк, шефом которого был Кологривов, в составе 3-й бригады 27-й пехотной дивизии входил во 2-ю Западную армию. Отличился в сражениях под Красным, Смоленском, Бородином, Малоярославцем.
Принимал активное участие в заграничных кампаниях 1813—1814 гг. Награждён орденом св. Георгия 4-го кл. 17 августа 1813 
За отличие в сражении с французами при Кульме.
За отличия был произведён 15 сентября 1813 в генерал-майоры. В 1814 получил ранение картечью в сражении при Ла-Ротьере и награждён золотой шпагой «За храбрость» с алмазами. 31 августа 1815 назначен командиром 3-й бригады в 27-й пехотной дивизии. 11 декабря 1816 уволен за ранами с мундиром и полной пенсией.

Изображен в общегенеральском вицмундире образца 1817 г. На левой стороне груди серебряная медаль участника Отечественной войны 1812 г., на шее кресты орденов Св. Анны 2-й ст. с алмазами и Св. Владимира 3-й ст.